# Zorislav Drempetić Hrčić
Zorislav Drempetić Hrčić (Donja Stubica, 1934. – Zabok, 28. listopada 2018.), hrvatski akademski slikar.
Prvi dodir sa slikarstvom ima od obitelji i obiteljskih prijatelja. Otac mu je bio soboslikar, a očev je prijatelj bio češki slikar Davorin Solarik. S njime je surađivao pri restauriranju fresaka po crkvama i dvorcima u Zagorju.
Školovao se na slikarskom odjelu Škole za primijenjenu umjetnost u Zagrebu, kod profesora Josipa Rasteka. Slikarski je studij započeo 1956. na Akademiji likovnih umjetnosti u Ljubljani. 
Dvije godine poslije vratio se u Zagreb, gdje je nastavio studij. Diplomirao je u razredu profesora Ljube Babića.
Njegov je rad do kolovoza 2006. po naravi postromantistički. u kojem je ostvario i najviše dosege. Okušao se u svim slikarskim tehnikama. Teme su mu Zagorje, Zagreb, Dalmacija, Istra, dvorci, kurije, crkve, krajobrazi, "slutnje arhitekture i raslinja", izmagličasti prizori s bljescima svjetla.
Do kolovoza 2006. imao je više od 70 samostalnih izložaba, a bio je dijelom više od 200 skupnih izložaba u tuzemstvu i inozemstvu. Zadnju izložbu (kolovoz 2006.) imao je u galeriji dvorca Oršić u Gornjoj Stubici, nazvanu Blistavost svjetla.